# Педагогический музей военно-учебных заведений
Педагогический музей военно-учебных заведений — первый педагогический музей в России.

## История
Был открыт в 1864 году. Его учредителем выступил главный начальник военно-учебных заведений Н. В. Исаков, через год после назначения на эту должность. Первоначально музей существовал при педагогической библиотеке военно-учебных заведений; затем, с 1871 года — в Соляном городке.
Главной задачей музея было собирание, систематизация и разработка учебных пособий с целью облегчения их выбора военно-учебными заведениями. Заведование музеем принял В. П. Коховский. Будучи начальником учебного отдела при Главном управлении военно-учебных заведений и понимая, какую услугу может оказать музей в деле обучения, он способствовал его учреждению и относился к нему с особенной заботливостью.
Первые свои коллекции музей приобрёл, в основном, в Германии и Англии, а также во Франции и Италии — поскольку в России их ещё не было. Обратив внимание на относительно высокую стоимость учебных пособий, выписывавшихся из-за границы, Коховский нашёл русских производителей и настолько удешевил и улучшил учебные пособия, что они уже сделались предметом вывоза за границу.
С 1866 года Педагогический музей начал устраивать педагогические выставки (среди организаторов — Н. X. Вессель, К. К. Сент-Илер, В. А. Евтушевский, Ф. Ф. Эвальд).
В 1871 году музей вошёл в состав «Музея прикладных знаний» и стал распространять информации в более широких массах населения. С этой целью Педагогический музей стал устраивать публичные лекции с туманными картинами первоначально для солдат, а потом и для народа; организация этих чтений была поручена особой комиссии из преподавателей средних учебных заведений под председательством Коховского; в комиссию были привлечены лучшие педагогические силы. Одним из активных организаторов музея был педагог Н. П. Животорский. Профессора высших учебных заведений читали публичные лекции по различным отраслям знаний (с 1872), среди лекторов были: И. М. Сеченов, Н. М. Пржевальский, С. М. Соловьёв. Народные чтения привлекали свыше 100 тыс. слушателей в год.
В 1872 году был издан каталог наглядных пособий и учебных руководств для начальной и средней школы. Среди учебных пособий, разработанных в музее: арифметические счёты В. П. Коховского, геометрические модели Евтушевского. Музей был удостоен почётной награды за участие в Московской политехнической выставке.
В 1875 году на международном географическом конгрессе в Париже, музей демонстрировал свои работы и мировое сообщество предложило: «чтобы во всех цивилизованных государствах был устроен Педагогический музей по образцу русского Педагогического музея военно-учебных заведений».
Коллекции музея были удостоены почётных наград на Всемирных филадельфийской 1876 и парижской 1878 года выставках, Брюссельской гигиенической 1876, Брюссельской выставке 1880, на выставке в Венеции 1881 года.
В 1881 году музей учредил общедоступные музыкальные классы, служившие базой для проведения исследований по музыкальной педагогике.
С 1884 года при музее были образованы специальные комиссии — так называемые «собрания преподавателей» — по воспитанию и обучению русскому языку и словесности, математике, иностранным языкам, физике, химии и космографии, школьной гигиене, музыке и пению. С 1888 года собрания эти получили форму специальных отделов учебно-воспитательного комитета музея — 6 июня 1888 года было Высочайше утверждено положения о музее, введшее его в ряд правительственных учреждений; директором был назначен его заведующий В. П. Коховский. С 1891 года стал А. Н. Макаров. Почётные награды были получены на чикагской всемирной выставке 1893 года и нижегородской 1896 года.
Были организованы следующие отделы: педагогический (1887), гигиенический, отдел по изучению педагогического наследия Я. А. Коменского (1891), педологический имени К. Д. Ушинского (1904), а также различные секции по предметам (история, география и т. д.), лаборатория экспериментальной педагогической психологии (основана в 1900 г., руководитель А. П. Нечаев) и другие. В 1900 и 1903 годах были учреждены педагогические курсы для подготовки к воспитательным и учительским должностям в военно-учебных заведениях.
В работе педагогического отдела (секретарь П. Ф. Каптерев) принимали участие видные педагоги: Н. А. Корф, Д. Д. Семёнов, П. Ф. Лесгафт, Л. Н. Модзалевский, П. Г. Редкин, П. И. Рогов, Я. Г. Гуревич. При отделе действовали кружок по начальному обучению, отдел критики и библиографии детской литературы и родительский кружок, организовавший в 1890 году выставку детских игрушек, игр и занятий.
В стенах музея состоялись: 1-й и 2-й всероссийские съезды по педагогической психологии (1906 и 1909), 1-й всероссийский съезд экспериментальной педагогики (1901), 1-й всероссийский съезд преподавателей математики (1911) и др.
С 1903 года директором был К. В. Дубровский, с 1906 года — З. А. Макшеев. За выставленные пособия на петербургской выставке «Устройство и оборудование школ» (1912) музей удостоился большой золотой медали Императорского русского технического общества.
Библиотека Педагогического музея составляла свыше 30 тысяч книг, преимущественно по педагогике, психологии, физиологии, гигиене. Большой отдел составляли учебники, книги для детского чтения и книги для народа. В 1912 году Н. П. Михневич пожертвовал обширную библиотеку своего умершего брата А. П. Михневича.
В 1918 году Педагогический музей был преобразован в Центральный педагогический музей, с 1921 года располагавшийся в доме Бецкого. В 1924 музей стал частью Государственного института научной педагогики, с 1933 реорганизованного в Ленинградское отделение Центрального НИИ педагогики и закрытого в 1939. Психологическую лабораторию института возглавляла П. О. Эфрусси.
Осенью 2012 была предпринята попытка воссоздать экспозиции музея на основе экспонатов, хранящихся в Санкт-петербургской академии постдипломного педагогического образования. Новый Педагогический музей является частью Музейно-педагогического комплекса «Феникс» СПб АППО. В честь 130-летия создания Физического отдела Педагогического музея был открыт виртуальный музей физического оборудования, в котором демонстрируются, в том числе, книги и учебные приборы XIX — начала XX века, принадлежавшие Физическому отделу.